# Pena de mort (pel·lícula)
Pena de mort (títol original en anglès: Dead Man Walking) és una pel·lícula estatunidenca dirigida per Tim Robbins, estrenada el 1995, segons el llibre del mateix títol de Sor Helen Prejean, religiosa americana de l'Institut de les germanes de sant Josep que ha acompanyat alguns condemnats a mort fins al moment de la seva execució. Des d'aleshores, no ha deixat de fer campanya per a l'abolició de la pena de mort arreu al món. Aquesta pel·lícula ha estat doblada al català.

## Argument
La Germana Helen Prejean acompanyarà fins a la seva mort Matthew Poncelet, condemnat a la pena capital per l'assassinat de dos adolescents.

## Repartiment
- Susan Sarandon: Sor Helen Prejean
- Sean Penn: Matthew Poncelet
- Robert Prosky: Hilton Barber
- Raymond J. Barry: Earl Delacroix
- R. Lee Ermey: Clyde Percy
- Celia Weston: Mary Beth Percy
- Lois Smith: Mare de Helen
- Scott Wilson: Chaplain Farlely
- Roberta Maxwell: Lucille Poncelet
- Margo Martindale: Sor Colleen
- Barton Heyman: Capità Belliveau
- Steve Boles: Sergent Neal Trapp
- Nesbitt Blaisdell: Warden Hartman
- Ray Aranha: Luis Montoya
- Larry Pine: Guy Gilardi

## Premis i nominacions

### Premis
- 1996: Oscar a la millor actriu per Susan Sarandon
- 1996: Os de Plata a la millor interpretació masculina per Sean Penn

### Nominacions
- 1996: Oscar al millor director per Tim Robbins
- 1996: Oscar al millor actor per Sean Penn
- 1996: Oscar a la millor cançó original per Bruce Springsteen amb "Dead Man Walking"
- 1996: Globus d'Or a la millor actriu dramàtica per Susan Sarandon
- 1996: Globus d'Or al millor actor dramàtic per Sean Penn
- 1996: Globus d'Or al millor guió per Tim Robbins
- 1996: Os d'Or